# 가브리엘 로즈

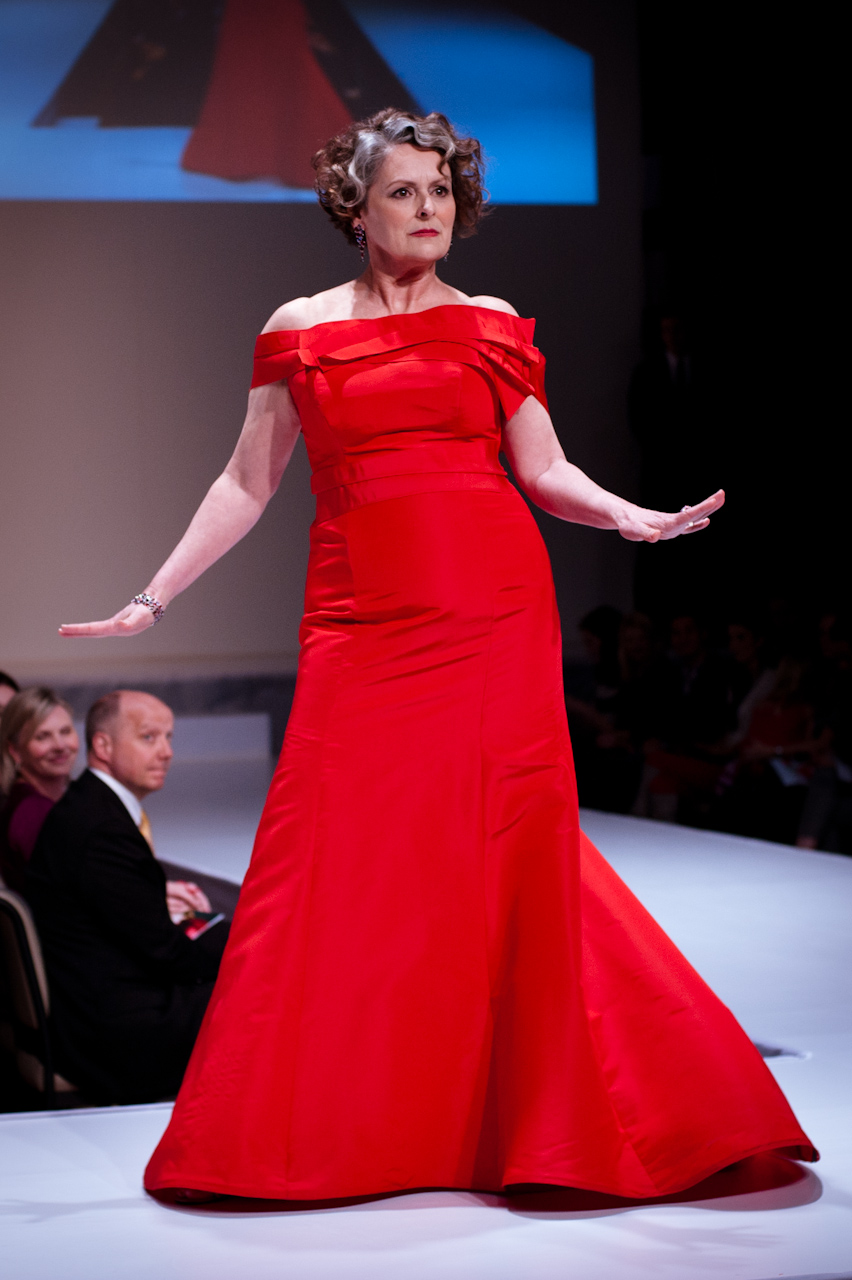

개브리엘 로즈(Gabrielle Rose, 1954년 1월 1일 ~ )는 캐나다의 배우이다.
캐나다에서 태어났다.

## 출연 작품
- 베일리 어게인 (2017년) - 할머니 프란 역
- 내 사랑 (2016년) - 아이다 이모 역
- 그랜드 유니파이드 씨어리 (2015년)
- 환생 (2015년)
- 더 버드와쳐 (2015년)
- 웨딩 플레너 미스테리 (2014년)
- 이프 아이 스테이 (2014년)
- 꾸뻬씨의 행복여행 (2014년)
- 렛 잇 스노우 (2013년) - 카를라 루이스 역
- 딕 노스트 쇼 (2013년)
- 크라임즈 오브 마이크 레켓 (2012년)
- 컴퍼니 유 킵 (2012년) - 마리안느 오스본 역
- 더 프로바이더 (2011년)
- 에브리씽 앤드 에브리원 (2011년)
- 베스트 플레이어 (2011년)
- 히 러브스 미 (2011년) - 닥터 브로닝 역
- Lying to Be Perfect (2010) - 샬럿 역
- 아버지와 아들 (2010년)
- 익스포즈 (2010년)
- 아마존 폴스 (2010년)
- 엣지 오브 타임 (2010년) - 페그 역
- 커리지  (2009년)
- 익사이트 (2009년)
- 왓 고즈 업 (2009년)
- 그레이스 (2009년)
- 온 디 어더 핸드, 데스 (2008년)
- 로스트 보이 2 : 더 트라이브 (2008년)
- 어머니와 딸 (2008년)
- 크리스마스 별장 (2008년)
- 비니스 (2007년)
- 왕의 이름으로 (2007년)
- 시스터즈 (2006년)
- 캐치 앤 릴리즈 (2006년)
- Augusta, Gone (2006)
- 허쉬 (2005년)
- 롭슨 암스 (2005년)
- 미싱 인 아메리카 (2005년)
- 스위트 룸 (2005년)
- 주차단속원, 그랜트 파커 (2003년)
- 테이큰 (2002년)
- 트랩트 (2001, Trapped)
- 오감 (1999, The Five Senses)
- 더블 크라임 (1999년)
- 슬립프 룸 (1998년)
- 콜드 스쿼드 (1998년) - 비버리 애봇 역
- 달콤한 후세 (1997년)
- 엄마의 유령 (1996년)
- 타임캅 (1994년)
- 데블린 (1992년)
- 라이트하우스 (1991년)
- 어져스터 (1991년)
- 스피킹 파트 (1989년)
- 패밀리 뷰잉 (1987년)
- 계부 (1987년)
- 잃어버린 과거 (1985년)

### 텔레비전
- 다크 엔젤 (2002)